# Церковь Сан-Франческо ди Паола (Неаполь)
Королевская папская базилика Сан-Франческо ди Паола (итал. La basilica reale pontificia di San Francesco di Paola) — небольшая базилика в Неаполе, расположенная в историческом центре города на площади Пьяцца-дель-Плебишито. Считается одним из важнейших образцов неоклассической архитектуры в Италии. Освящена в честь Святого Франциска из Паолы.

## История

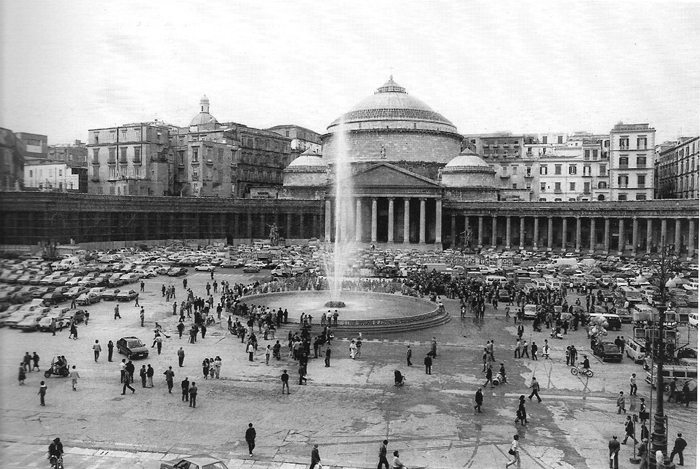
Базилика и площадь, фонтан Серино. Фотография 1885 г.

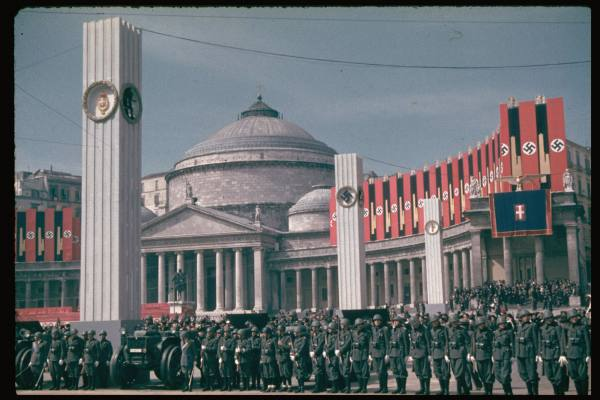
Визит А. Гитлера. 1938

В начале XIX века по инициативе французского маршала Иоахима Мюрата, в 1806—1808 годах короля Неаполя, началась реконструкция центра города. Среди представленных проектов был выбран проект Леопольдо Лаперуты, который предложил построить портик с круглым залом в центре, который должен был использоваться в качестве места для народных собраний.
Работы начались в 1809 году, однако так и не были завершены из-за изгнания Мюрата из Неаполя и восстановления власти Бурбонов: поэтому новый король Обеих Сицилий Фердинанд I, в качестве обета, данного Святому Франциску из Паолы ради получения трона, решил устроить церковь в центре строящегося портика.
Был объявлен конкурс, в котором победил архитектор из Тичино Пьетро Бьянки, удовлетворивший все пожелания короля, такие как высота купола, которая не должна была превышать высоту Королевского дворца, расположенного напротив. Первый камень был заложен 17 июня 1816 года; фасад закончен в 1824 году, внутренняя отделка — в 1836 году, статуи были установлены в 1839 году. В конечном итоге церковь была завершена к 1846 году, полностью отражая неоклассический стиль, а композиционно восходящая к Пантеону в Риме. Новая базилика стала символом реставрации легитимной династии. Храм, управление которым было поручено братьям-минимам (основателем ордена был Франциск из Паолы), получил привилегию папы Григория XVI.

## Архитектура
Церковь расположена в центре колоннады Пьяцца дель Плебишито, спроектированной Леопольдо Лаперутой. Колоннада дорического ордера описывает полуэллипс, ограниченный по длинным сторонам зданиями Салерно и бывшей Форестерии. Центральный портик фланкируют конные статуи Карла III работы Кановы и Фердинанда I — скульптора Антонио Кали.
Пронаос портика с шестью колоннами ионического ордера, также из каррарского мрамора, работы Карло Беккалли, и двумя боковыми колоннами, поддерживают архитрав, на котором награвирована латинская надпись: «D.O.M.D. FRANCISCO DE PAULA FERDINANDUS I EX VOTO A MDCCCXVI»
Треугольный фронтон венчают статуи: слева Святого Франциска из Паолы работы Джузеппе дель Неро, справа — Святого Фердинанда Кастильского и наверху — статуя Религии; последние две работы скульптора Генриха Конрада Швайкле.
Вход в базилику осуществляется через три портала, из которых центральный разделён на шесть отсеков, где изображены открытие церкви Фердинандом II, крест, герб Святого Франциска и две сцены из жизни святого.

## Интерьер
При входе в атриум слева и справа открываются две симметрично расположенные капеллы, обе перекрыты куполами (снаружи эти купола вместе с большим центральным образуют характерный силуэт постройки), внизу находится экседра, где расположен хор. В левой капелле имеется картина Луки Джордано с изображением Святого Онофрио, другая — Паоло Де Маттиса, представляет Святую Троицу. Капелла справа посвящена Святому Таинству, внутри установлен алтарь из полихромного мрамора XVIII века с картиной работы неизвестного художника, представляющей Франциска из Паолы. Интерьер дополняют картины других неаполитанских художников-неоклассиков.
Центральное пространство под огромным куполом имеет необычно круглую форму, диаметром тридцать четыре метра и полностью вымощено полихромным мрамором с геометрическими узорами. По всему периметру церкви расположены тридцать четыре мраморные колонны высотой одиннадцать метров, завершающиеся коринфскими капителями с «лилиями Бурбонов», между колоннами размещены восемь столбов такой же высоты.
Колонны и столбы поддерживают барабан, внутри которого сооружены трибуны, используемые королевской семьей для участия в религиозных мероприятиях. На высоте главного алтаря и входа находятся две небольшие платформы, украшенные позолоченными деревянными статуями, изображающими с одной стороны четыре богословские Добродетели, а с другой — две кардинальские Добродетели. На барабане покоится купол высотой пятьдесят три метра, декорированный кессонами.
Слева и справа также расположены капеллы, украшенные произведениями живописи неаполитанских художников. Алтари перемежаются статуями: слева следуют Святой Афанасий работы Анджело Солари, Святой Августин работы Томмазо Арно, Святой Марк работы Джузеппе Фабриса, Святой Иоанн работы Пьетро Тенерани 1834 года (последние две выполнены в Риме), Святой Матфей работы Карло Финелли, Святой Лука работы Антонио Кали, Святой Амвросий работы Тито Анджелини, Святой Иоанн Златоуст работы Дженнаро Кали.
Главный алтарь создан в 1751 году Фердинандо Фугой и вначале был предназначен для церкви Святых Апостолов; он сделан из порфира и украшен лазуритом и агатом. По сторонам размещены две колонны из египетской брекчии, использовавшиеся в качестве канделябров и происходящие из церкви Святых Северино и Соссио; Алтарь завершает картина Винченцо Камуччини, изображающая Святого Франциска из Паолы, воскрешающего юного Александра.
В 1842 году неаполитанский органостроитель Кирико Дженнари создал для церкви орган. Инструмент был установлен на центральной галерее с правой стороны зала; он имел механическую трансмиссию и был оснащен семьюдесятью регистрами на трех мануалах и педалью. В 1944 году он был украден и больше не восстанавливался.
Под базиликой находится гипогей (подземный храм) площадью более тысячи квадратных метров. Это подземное пространство разветвляется туннелями и коридорами вокруг большой круглой комнаты со сводчатым потолком, поддерживаемым грибовидной конструкцией, которая в целом имеет те же размеры, что и церковь наверху.
Великолепие и архитектурное качество этих обширных пространств, очищенных от мусора во время реставрации в 2018 году, позволяют предположить, что гипогей предназначался после завершения его отделки для размещения гробниц династии Бурбонов, до тех пор находившихся в базилике Санта-Кьяра; эта теория, по-видимому, находит подтверждение в словах некоторых авторов девятнадцатого века, таких как архитектор Камилло Наполеоне Сассо, Кьярини и Эудженио Бальби. Однако причины, помешавшие этому, остаются неизвестными. Бесспорно то, что вскоре после объединения Италии эта идея окончательно угасла.

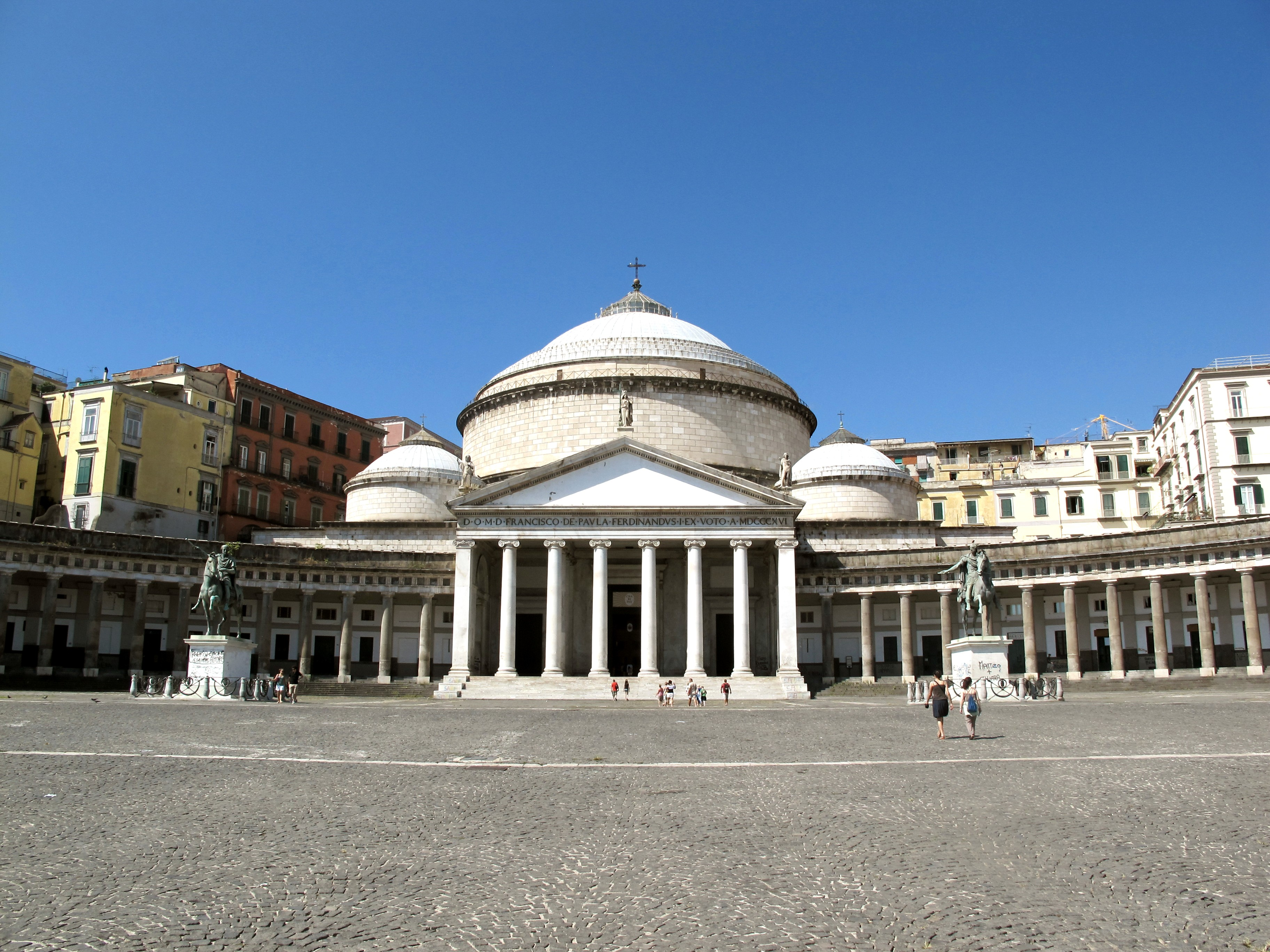
Площадь Плебисцита
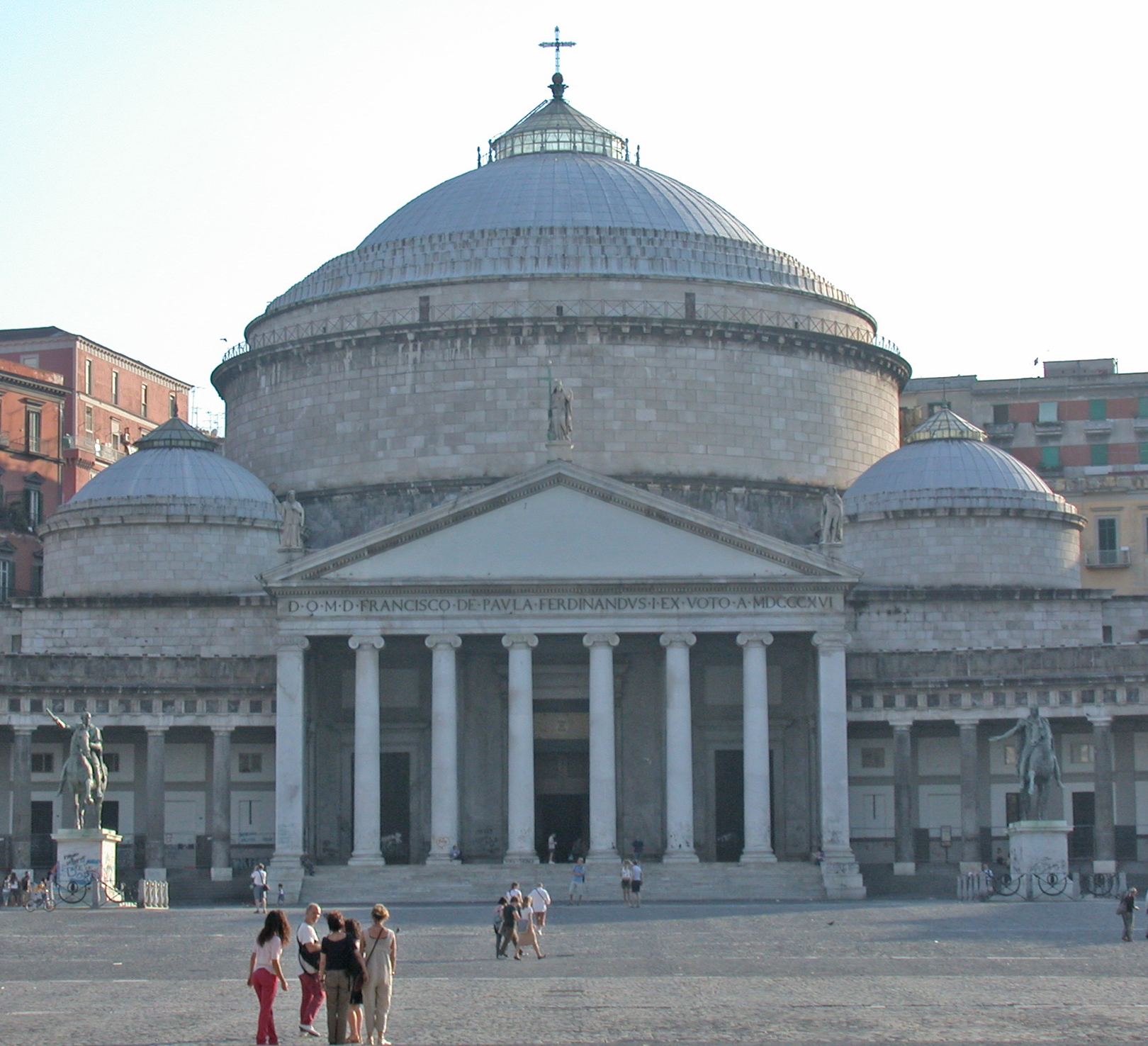
Вход в церковь
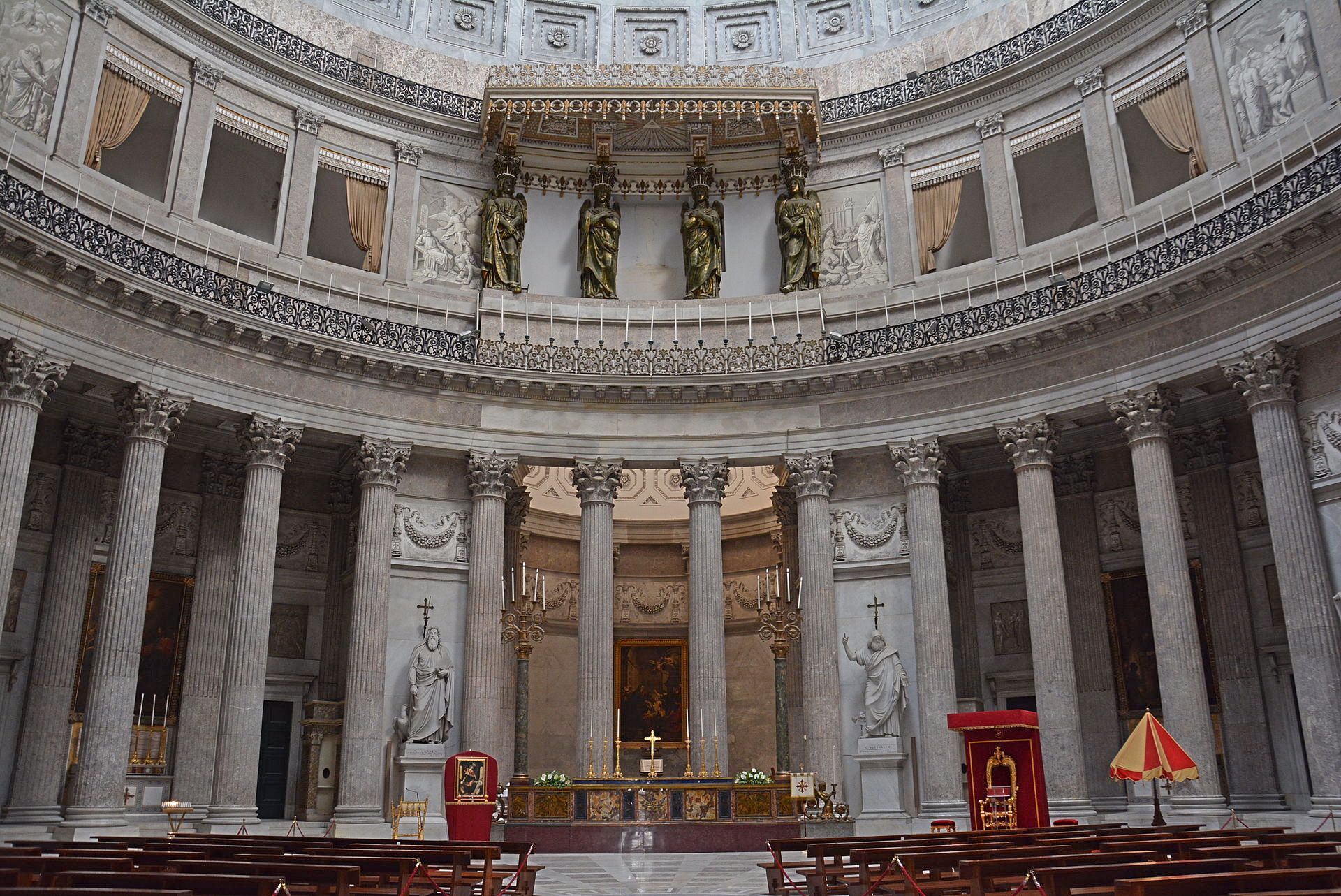
Центральный зал
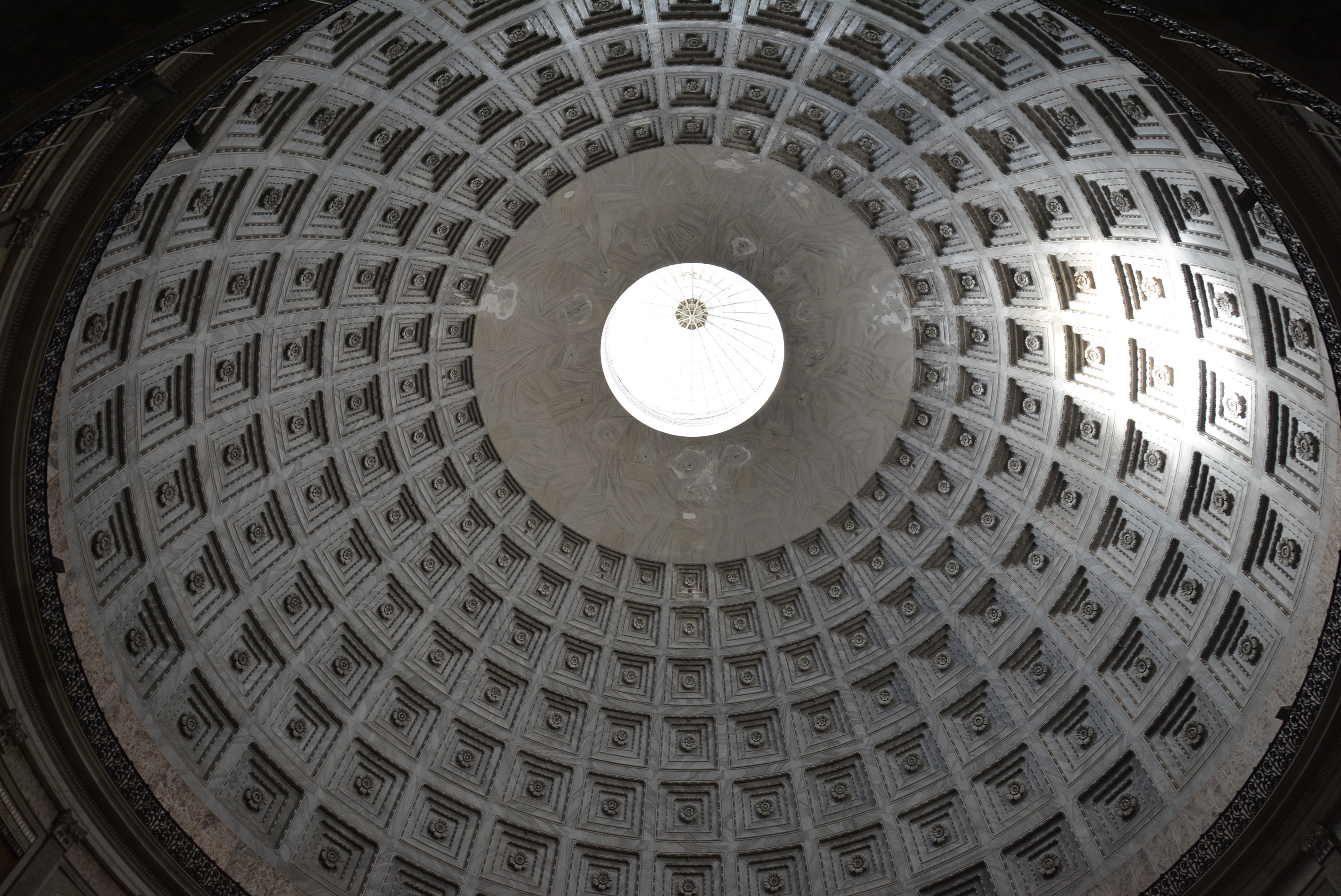
Купол